# Чушкалы
Чушкалы (каз. Шошқалы) — село в Щербактинском районе Павлодарской области Казахстана. Входит в состав Шалдайского сельского округа. Код КАТО — 556867700.

## Население
В 1999 году население села составляло 97 человек (51 мужчина и 46 женщин). По данным переписи 2009 года, в селе проживали 92 человека (53 мужчины и 39 женщин).